# Атеист рап
Atheist rap е пънк и поп пънк група, сформирана през 1989 година в Нови Сад, СР Сърбия, Югославия от Александър Попов (наричан още Доктор Поп) и Владимир Козбашич.

## История
Групата е допълнена от бившите членове на сръбската хардкор група Fluorel Tačkaš Владимир Радусинович (Радуле), Зоран Зарич (Заре) и Александър Миланов (Ацке). Стиловата им ориентация се базира основно върху пънк и пост пънк звучене, примесено с известна доза хардрок и хевиметъл с леки ска оттенъци. Музиката им се характеризира с весели запомнящи се мелодии и хумористични текстове, пародиращи или абсурдизиращи ежедневието, а не рядко и критикуващи обществени и политически групи и порядки. Често в песните им се срещат текстове на фенско-футболна тематика или пародийни заигравки с марките леки автомобили „Трабант“ и „Вартбург“ (главно в парчетата Blue trabant, Wartburg limuzina и Car Core). В няколко от песните се срещат гостуващи женски вокали.
Първите си записи Atheist rap осъществяват през 1990 година в хърватското студио Jugoton Zagreb, но до издаването на запланувания първи албум не се стига заради започналата по това време война на територията на бивша Югославия. Дебютът им все пак бива осъществен три години по-късно с албума Maori i crni Gonzales, преиздаден 1994 и издаден на дигитален носител през 1995, когато на пазара се появява и вторият студиен албум, наречен Ja eventualno bih ako njega eliminisete. Двата албума се радват на успех сред почитателите на пънка и рока в Югославия, но радостта на групата е помрачена от смъртта на Зоран Зарич през 1997. Останалите членове решават да продължат, ангажирайки Зоран Лекич. През 2001 Владимир Козбашич решава да прекрати участието си в групата като музикант и заема длъжността на неин мениджър.

## Членове
Настоящи членове
- Александър Попов – вокали
- Владимир Радусинович – китари
- Александър Миланов – барабани
- Зоран Лекич – бас китара

Бивши членове
- Владимир Козбашич
- Зоран Зарич – бас китара

## Дискография
- Maori i crni Gonzales (1993)
- Ja eventualno bih ako njega eliminisete (1995)
- II Liga Zapad (1998)
- Predsednici Predsednistva Predsednika (2001, компилация)
- Osveta crnog Gonzalesa (2005)